# Цитизин
Цитизинът е алкалоид, който се съдържа в растението Cytisus laburnum L. – златен дъжд. Всички части на растението съдържат цитизин, като най-голямо количество се съдържа в семената – до 3%. Цитизинът притежава сходен механизъм на действие с този на никотина – агонист на N-холинорецепторите във вегетативните ганглии и се отнася към групата на ганглиостимулиращите лекарствени средства. След резорбирането си цитизинът играе роля на никотинозаместваща субстанция, с която се намалява периодът на взаимодействие на приетия никотин със съответните рецептори. Това от своя страна води до постепенно намаляване и прекъсване на съществуващата при пушачите физическа зависимост към никотина.